# Woking Football Club
Maillots
Actualités
Le Woking Football Club est un club de football anglais basé à Woking. 
Le club évolue depuis la saison 2019-2020 en National League (cinquième division anglaise)

## Repères historiques
Le club est fondé en 1889.
En 2018, le club est relégué en National League South (sixième division anglaise) mais remonte dès la saison suivante en National League (cinquième division anglaise).

## Palmarès
- FA Trophy :
  - Vainqueur : 1994, 1995, 1997
  - Finaliste : 2006
- Conference South
  - Vainqueur : 2012

## Anciens joueurs
- Adriano Basso
- Peter Bonetti
- Oliver Bozanic
- Wilfried Domoraud
- Harry Arter
- Robert Gier
- Nassim Akrour
- Scott Smith
- Miles Jones
- Ian Selley